# Luisão
Anderson Luis Da Silva (Amparo, 13 februari 1981) - voetbalnaam Luisão - is een Braziliaanse voormalig betaald voetballer die bij voorkeur centraal in de verdediging speelde. Hij verkaste voor het seizoen 2003/04 van Cruzeiro EC naar SL Benfica, waarmee hij in totaal zes keer Portugees landskampioen zou worden.  Daarnaast speelde hij meer dan 300 competitiewedstrijden voor Benfica. Op 25 september 2018 gaf de Braziliaan aan het per direct voor gezien te houden en kondigde zijn pensioen aan.
Luisão debuteerde in juli 2001 voor het Braziliaans voetbalelftal. In totaal speelde hij drieënveertig interlands spelen. Luisão behoorde tot onder meer de Braziliaans teams die de Copa América 2004 en de FIFA Confederations Cup 2009 wonnen.
In 2012 sloeg hij, tijdens de wedstrijd van Fortuna Düsseldorf en SL Benfica (sportclub), de scheidsrechter knock-out.

## Cluboverzicht
| Seizoen | Club        | Competitie            | Wedstrijden | Doelpunten |
| ------- | ----------- | --------------------- | ----------- | ---------- |
| 2000    | Cruzeiro EC | Campeonato Brasileiro | 3           | 0          |
| 2001    | Cruzeiro EC | Campeonato Brasileiro | 20          | 1          |
| 2002    | Cruzeiro EC | Campeonato Brasileiro | 24          | 6          |
| 2003    | Cruzeiro EC | Campeonato Brasileiro | 15          | 0          |
| 2003/04 | SL Benfica  | SuperLiga             | 15          | 3          |
| 2004/05 | SL Benfica  | SuperLiga             | 29          | 2          |
| 2005/06 | SL Benfica  | SuperLiga             | 31          | 1          |
| 2006/07 | SL Benfica  | SuperLiga             | 17          | 2          |
| 2007/08 | SL Benfica  | SuperLiga             | 19          | 3          |
| 2008/09 | SL Benfica  | SuperLiga             | 21          | 2          |
| 2009/10 | SL Benfica  | SuperLiga             | 28          | 4          |
| 2010/11 | SL Benfica  | SuperLiga             | 23          | 1          |
| 2011/12 | SL Benfica  | SuperLiga             | 30          | 1          |
| 2012/13 | SL Benfica  | SuperLiga             | 18          | 1          |
| 2013/14 | SL Benfica  | SuperLiga             | 28          | 1          |
| 2014/15 | SL Benfica  | SuperLiga             | 30          | 4          |
| 2015/16 | SL Benfica  | SuperLiga             | 9           | 0          |
| 2016/17 | SL Benfica  | SuperLiga             | 28          | 0          |
| 2017/18 | SL Benfica  | SuperLiga             | 16          | 0          |
| 2018/19 | SL Benfica  | SuperLiga             | 0           | 0          |